# کلرسولفورون
کلرسولفورون (انگلیسی: Chlorsulfuron) یک علف کش بازدارنده ALS (استولاکتات سنتاز) و یک ترکیب سولفونیل اوره است.